# Contea di Torres
La contea di Torres è una Local Government Area che si trova nel Queensland. Si estende su una superficie di 885,6 chilometri quadrati e ha una popolazione di 3.256 abitanti. La sede del consiglio si trova a Thursday Island.